# Lordiversity
| Оценки критиков  | Оценки критиков |
| Источник         | Оценка          |
| ---------------- | --------------- |
| Blabbermouth.net | 8/10            |

Lordiversity — бокс-сет финской хард-рок группы Lordi. Бокс-сет содержит с одиннадцатого по семнадцатый студийные альбомы группы: Skelectric Dinosaur, Superflytrap, The Masterbeast from the Moon, Abusement Park, Humanimals, Abracadaver и Spooky Sextravaganza Spectacular. Он является продолжением предыдущего релиза группы Killection. Это последний релиз с участием основателя и гитариста группы Амена.
Релиз состоялся на CD и виниле 26 ноября 2021 года на лейле AFM Records. Альбомы публиковались на цифровой платформе по отдельности с ноября 2021 до февраля 2022 года.

## Производство
После того, как пандемия COVID-19 отложила их тур в поддержку Killection, группа решила использовать дополнительное время, чтобы начать работу над новым материалом для выпуска через неделю после отсрочки. Mr Lordi заявил: «Было ясно, что сейчас самое время начать планировать новый альбом, несмотря на то, что Killection вышел даже не за два месяца до этого. Я подумал, что самое скучное, что мы могли бы сделать после Killection, это записать ещё один основной альбом Lordi. И мне очень нравились разные стили написания песен, записи и продюсирования на Killection, но другой скучной идеей было бы сделать вторую часть.»
6 апреля 2021 года было объявлено, что Lordi выпустят не менее семи студийных альбомов в октябре 2021 года. В заявлении по поводу альбомов группа сказала: «Все альбомы будут отличаться друг от друга по звучанию, они все в разных стилях и в разных вымышленных эпохах во временной шкале Killection. Пять из семи альбомов, кстати, уже готовы, а шестой уже на подходе.» Первоначально Mr Lordi хотел записать для бокс-сета десять альбомов, но лейбл сказал ему, что это слишком много и что семь альбомов вполне подойдут.
19 августа 2021 года группа выпустила свой сингл «Believe Me» и в то же время анонсировала Lordiversity. Второй сингл «Abracadaver» был выпущен 24 сентября того же года. Третий сингл «Borderline» был выпущен 22 октября 2021 вместе с музыкальным видео. 24 ноября был выпущен четвёртый сингл «Merry Blah Blah Blah».  17 декабря 2021 года был выпущен пятый сингл «Demon Supreme». 7 января 2022 года вышел шестой сингл «Day Off of the Devil».

## Композиции

### Влияние, стиль и тематика
В Skelectric Dinosaur группа опиралась на влияние ранних Kiss и Элиса Купера. Superflytrap вдохновлён группами Earth, Wind & Fire, Boney M и Bee Gees. В альбоме The Masterbeast from the Moon на группу повлияли Rush и Pink Floyd. В вымышленной временной шкале 1983 и 1984 годов Abusement Park имеет классическое хеви-металлическое звучание под влиянием W.A.S.P., Twisted Sister, Kiss и Scorpions, и включает сингл на рождественскую тематику, вышеупомянутый «Merry Blah Blah Blah». На звучание AOR в Humanimals повлияли Bon Jovi, Дезмонд Чайлд и Элис Купер. В альбоме Abracadaver, действие которого происходит в вымышленном 1991 году, чувствуется влияние Anthrax, Metallica и Pantera. Последняя пластинка 1995 года, Spooky Sextravaganza Spectacular, сделана с помощью компьютерной техники.
Вымышленные годы выпуска различных альбомов: 1975, 1979, 1981, 1984, 1989, 1991 и 1995.

## Список композиций

### Skelectric Dinosaur
| №                   | Название                                 | Текст песни           | Музыка              | Длительность |
| ------------------- | ---------------------------------------- | --------------------- | ------------------- | ------------ |
| 1.                  | «SCG Minus 7: The Arrival»               | Mr Lordi, Трейси Липп | Mr Lordi, Hella     | 1:09         |
| 2.                  | «Day Off of the Devil»                   | Mr Lordi, Трейси Липп | Mr Lordi            | 3:33         |
| 3.                  | «Starsign Spitfire»                      | Mr Lordi, Трейси Липп | Mr Lordi            | 3:03         |
| 4.                  | «Maximum-O-Lovin'»                       | Mr Lordi, Трейси Липп | Mr Lordi            | 2:23         |
| 5.                  | «The King on the Head Staker's Mountain» | Mr Lordi, Трейси Липп | Mr Lordi            | 5:21         |
| 6.                  | «Carnivore»                              | Mr Lordi, Трейси Липп | Mr Lordi            | 3:30         |
| 7.                  | «Phantom Lady»                           | Mr Lordi, Трейси Липп | Mr Lordi            | 3:16         |
| 8.                  | «The Tragedy of Annie Mae»               | Mr Lordi, Трейси Липп | Mr Lordi            | 3:45         |
| 9.                  | «Blow My Fuse»                           | Mr Lordi, Трейси Липп | Mr Lordi            | 3:35         |
| 10.                 | «...And Beyond the Isle was Mary»        |                       | Amen, Hella         | 2:15         |
| Общая длительность: | Общая длительность:                      | Общая длительность:   | Общая длительность: | 31:50        |

### Superflytrap
| №                   | Название                          | Текст песни           | Музыка              | Длительность |
| ------------------- | --------------------------------- | --------------------- | ------------------- | ------------ |
| 1.                  | «SCG Minus 6: Delightful Pop-Ins» | Mr Lordi, Трейси Липп | Mr Lordi            | 1:08         |
| 2.                  | «Macho Freak»                     | Mr Lordi, Трейси Липп | Mr Lordi            | 3:42         |
| 3.                  | «Believe Me»                      | Mr Lordi, Трейси Липп | Mr Lordi            | 4:27         |
| 4.                  | «Spooky Jive»                     | Mr Lordi, Трейси Липп | Mr Lordi            | 3:55         |
| 5.                  | «City of the Broken Hearted»      | Mr Lordi, Трейси Липп | Mr Lordi            | 4:02         |
| 6.                  | «Bella from Hell»                 | Mr Lordi, Трейси Липп | Mr Lordi            | 3:26         |
| 7.                  | «Cast Out from Heaven»            | Mr Lordi, Трейси Липп | Mr Lordi            | 3:51         |
| 8.                  | «Gonna Do It (or Do It and Cry)»  | Mr Lordi, Трейси Липп | Mr Lordi            | 2:51         |
| 9.                  | «Zombimbo»                        | Mr Lordi, Трейси Липп | Mr Lordi            | 4:52         |
| 10.                 | «Cinder Ghost Choir»              | Mr Lordi, Трейси Липп | Mr Lordi            | 6:06         |
| Общая длительность: | Общая длительность:               | Общая длительность:   | Общая длительность: | 38:20        |

### The Masterbeast from the Moon
| №                   | Название                            | Текст песни                  | Музыка              | Длительность |
| ------------------- | ----------------------------------- | ---------------------------- | ------------------- | ------------ |
| 1.                  | «SCG Minus 5: Transmission Request» | Mr Lordi, Трейси, Ральф Руиц | Mr Lordi            | 1:35         |
| 2.                  | «Moonbeast»                         | Mr Lordi, Трейси Липп        | Mr Lordi            | 6:29         |
| 3.                  | «Celestial Serpents»                | Mr Lordi, Трейси Липп        | Mr Lordi            | 6:07         |
| 4.                  | «Hurricane of the Slain»            | Mr Lordi, Трейси Липп        | Mr Lordi            | 3:00         |
| 5.                  | «Spear of the Romans»               | Mr Lordi, Трейси Липп        | Mr Lordi            | 5:46         |
| 6.                  | «Bells of the Netherworld»          | Mr Lordi, Трейси Липп        | Mr Lordi            | 3:01         |
| 7.                  | «Transmission Reply»                | Mr Lordi, Трейси Липп        | Mr Lordi            | 0:20         |
| 8.                  | «Church of Succubus»                | Mr Lordi, Трейси Липп        | Mr Lordi            | 11:58        |
| 9.                  | «Soliloquy»                         | Mr Lordi, Трейси Липп        | Mr Lordi            | 1:51         |
| 10.                 | «Robots Alive!»                     | Mr Lordi, Трейси Липп        | Mr Lordi            | 4:09         |
| 11.                 | «Yoh-Haee-Von»                      |                              | Mr Lordi            | 1:17         |
| 12.                 | «Transmission on Repeat»            | Mr Lordi, Трейси Липп        | Mr Lordi            | 1:04         |
| Общая длительность: | Общая длительность:                 | Общая длительность:          | Общая длительность: | 46:37        |

### Abusement Park
| №                   | Название                           | Текст песни                       | Музыка              | Длительность |
| ------------------- | ---------------------------------- | --------------------------------- | ------------------- | ------------ |
| 1.                  | «SCG Minus 4: The Carnival Barker» | Mr Lordi, Трейси Липп, Ральф Руиц | Mr Lordi            | 0:54         |
| 2.                  | «Abusement Park»                   | Mr Lordi, Трейси Липп             | Mr Lordi            | 3:33         |
| 3.                  | «Grrr!»                            | Mr Lordi, Трейси Липп             | Mr Lordi            | 3:48         |
| 4.                  | «Ghost Train»                      | Mr Lordi, Трейси Липп             | Mr Lordi            | 3:18         |
| 5.                  | «Carousel»                         | Mr Lordi, Трейси Липп             | Mr Lordi, Mana      | 4:24         |
| 6.                  | «House of Mirrors»                 | Mr Lordi, Трейси Липп             | Mr Lordi            | 3:51         |
| 7.                  | «Pinball Machine»                  | Mr Lordi, Трейси Липп             | Mr Lordi            | 3:34         |
| 8.                  | «Nasty, Wild & Naughty»            | Mr Lordi, Трейси Липп             | Mr Lordi            | 3:10         |
| 9.                  | «Rollercoaster»                    | Mr Lordi, Трейси Липп             | Mr Lordi, Amen      | 4:45         |
| 10.                 | «Up to No Good»                    | Mr Lordi, Трейси Липп             | Mr Lordi            | 4:02         |
| 11.                 | «Merry Blah Blah Blah»             | Mr Lordi, Трейси Липп             | Mr Lordi            | 4:05         |
| Общая длительность: | Общая длительность:                | Общая длительность:               | Общая длительность: | 39:24        |

### Humanimals
| №                   | Название                                | Текст песни                       | Музыка                     | Длительность |
| ------------------- | --------------------------------------- | --------------------------------- | -------------------------- | ------------ |
| 1.                  | «SCG Minus 3: Scarctic Circle Telethon» | Mr Lordi, Трейси Липп, Ральф Руиц | Mr Lordi, Тойво Хеллберг   | 1:20         |
| 2.                  | «Borderline»                            | Mr Lordi, Трейси Липп             | Mr Lordi                   | 4:12         |
| 3.                  | «Victims of the Romance»                | Mr Lordi, Трейси Липп             | Mr Lordi                   | 3:47         |
| 4.                  | «Heart of a Lion»                       | Mr Lordi, Трейси Липп             | Mr Lordi                   | 4:33         |
| 5.                  | «The Bullet Bites Back»                 | Mr Lordi, Трейси Липп             | Mr Lordi, Mana             | 4:07         |
| 6.                  | «Be My Maniac»                          | Mr Lordi, Трейси Липп             | Mr Lordi                   | 3:40         |
| 7.                  | «Rucking Up the Party»                  | Mr Lordi, Трейси Липп             | Mr Lordi                   | 4:07         |
| 8.                  | «Girl in a Suitcase»                    | Mr Lordi, Трейси Липп             | Mr Lordi                   | 4:07         |
| 9.                  | «Supernatural»                          | Mr Lordi, Трейси Липп             | Mr Lordi, Mana             | 3:49         |
| 10.                 | «Like a Bee to the Honey»               | Пол Стэнли, Жан Бовуар            | Пол Стэнли, Жан Бовуар     | 4:15         |
| 11.                 | «Humanimal»                             | Mr Lordi, Трейси Липп             | Mr Lordi, Amen, Жан Бовуар | 3:53         |
| Общая длительность: | Общая длительность:                     | Общая длительность:               | Общая длительность:        | 41:50        |

### Abracadaver
| №                   | Название                  | Текст песни           | Музыка              | Длительность |
| ------------------- | ------------------------- | --------------------- | ------------------- | ------------ |
| 1.                  | «SCG Minus 2: Horricone»  |                       | Mr Lordi            | 1:18         |
| 2.                  | «Devilium»                | Mr Lordi, Трейси Липп | Mr Lordi            | 3:46         |
| 3.                  | «Abracadaver»             | Mr Lordi, Трейси Липп | Mr Lordi, Mana      | 3:41         |
| 4.                  | «Rejected»                | Mr Lordi, Трейси Липп | Mr Lordi, Hiisi     | 3:44         |
| 5.                  | «Acid Bleeding Eyes»      | Mr Lordi, Трейси Липп | Mr Lordi, Amen      | 3:28         |
| 6.                  | «Raging at Tomorrow»      | Mr Lordi, Трейси Липп | Mr Lordi            | 5:01         |
| 7.                  | «Beast of Both Worlds»    | Mr Lordi, Трейси Липп | Mr Lordi            | 4:59         |
| 8.                  | «I'm Sorry I'm Not Sorry» | Mr Lordi, Трейси Липп | Mr Lordi, Hiisi     | 3:34         |
| 9.                  | «Bent Outta Shape»        | Mr Lordi, Трейси Липп | Mr Lordi, Hella     | 5:05         |
| 10.                 | «Evil»                    | Mr Lordi, Трейси Липп | Mr Lordi            | 4:35         |
| 11.                 | «Vulture of Fire»         | Mr Lordi, Трейси Липп | Mr Lordi            | 3:47         |
| 12.                 | «Beastwood»               |                       | Mr Lordi            | 0:56         |
| Общая длительность: | Общая длительность:       | Общая длительность:   | Общая длительность: | 43:54        |

### Spooky Sextravaganza Spectacular
| №                   | Название                               | Текст песни                       | Музыка                | Длительность |
| ------------------- | -------------------------------------- | --------------------------------- | --------------------- | ------------ |
| 1.                  | «SCG Minus 1: The Ruiz Ranch Massacre» | Mr Lordi, Трейси Липп, Ральф Руиц | Mr Lordi, Трейси Липп | 3:26         |
| 2.                  | «Demon Supreme»                        | Mr Lordi, Трейси Липп             | Mr Lordi              | 3:31         |
| 3.                  | «Re-Animate»                           | Mr Lordi, Трейси Липп             | Mr Lordi, Hiisi       | 4:13         |
| 4.                  | «Lizzard of Oz»                        | Mr Lordi, Трейси Липп             | Mr Lordi              | 4:08         |
| 5.                  | «Killusion»                            | Mr Lordi, Трейси Липп             | Mr Lordi              | 3:09         |
| 6.                  | «Skull and Bones (The Danger Zone)»    | Mr Lordi, Трейси Липп             | Mr Lordi, Hiisi       | 3:16         |
| 7.                  | «Goliath»                              | Mr Lordi, Трейси Липп             | Mr Lordi, Amen        | 4:41         |
| 8.                  | «Drekavac»                             | Mr Lordi, Трейси Липп             | Mr Lordi, Hiisi       | 3:28         |
| 9.                  | «Terror Extra-Terrestrial»             | Mr Lordi, Трейси Липп             | Mr Lordi              | 4:30         |
| 10.                 | «Shake the Baby Silent»                | Mr Lordi, Трейси Липп             | Mr Lordi, Hella       | 3:36         |
| 11.                 | «If It Ain't Broken (Must Break It)»   | Mr Lordi, Трейси Липп             | Mr Lordi, Hella       | 3:24         |
| 12.                 | «Anticlimax»                           | Mr Lordi, Трейси Липп             |                       | 0:18         |
| Общая длительность: | Общая длительность:                    | Общая длительность:               | Общая длительность:   | 41:40        |

## Участники записи
Сведения взяты из буклета Lordiversity.
Lordi
- Mr Lordi — ведущий и бэк-вокалы, гитары, программирование, свистульки, оркестровка, звукоинженерия, сведение, производство
- Amen — гитары
- Mana — ударные, бэк-вокал, программирование, звукоинженерия, сведение, сопродюсер
- Hella — клавишные, бэк-вокал
- Hiisi — бас-гитара

| Дополнительный персонал - Ральф Руиц — вокал - Дилан Брода — вокал - Трейси Липп — вокал, бэк-вокал - Майкл Монро — саксофон на «Like a Bee to the Honey» - Аннариина Раутанен — флейта на «Moonbeast» и «Yoh-Haee-Von» - Тони Какко — бэк-вокал на «Rollercoaster» - Йоонас Суотамо — голос Чубакки на «Grrr!» - Кари А. Килгаст — вокал на «Like a Bee to the Honey» - Hulk the Bulldog — озвучка в «Beastwood» - Маки Колехмайнен — колокольчик, бэк-вокал - Джон Бартоломе — вокал - Лара Анастасия Мертанен — вступительное слово к «Drekavac» | Бэк-вокалы - Джессика Лав, Мария Юркас, Карле Уэстли, Вилле Виртанен, Олли Виртанен, Изабелла Ларссон, Нура Космина, Катя Аувинен, Риитта Хююппа, Йозефин Силин, Минна Виртанен, Анттон Руусунен, Ники Вестербак, Марья Кортелайнта, Ла Ройн Детский вокал - Люмен Брода - Лея Брода - Лили Васениус - Авиана Вестербак - Роксана Вестербак |

Производственный персонал
- Янне Халмкрона — совместное производство, бэк-вокал
- Виса Мертанен — оркестровая постановка и инструменты
- Том Хиггинс — звукоинженерия, бэк-вокал
- Джо МакГиннесс — звукоинженерия, бэк-вокал
- Матти Ватанен — звукоинженер
- Nalle — звукоинженерия, дополнительные клавишные, программирование синтезаторов
- JC Halttunen — звукоинженер
- М. Онстер — звукоинженер
- Маду Ватанен — звукоинженер
- Микко Кармила — звукоинженер, сведение
- Юусо Нордлунд — сведение
- Илкка Херкман — сведение
- Рэйк Эсколин — сведение
- Янне Хуотари — звукоинженер, микширование
- Юсси Яаконахо — сведение
- Илкка Херкман — микширование
- Рэйк Эсколин — сведение
- Тойво Хеллберг — звукоинженерия, сведение, вокал, бэк-вокал
- Йорма Хямяляйнен — звукоинженер, сведение, мастеринг
- Мика Юссила — мастеринг
- Яакко Вииталахде — мастеринг
- Хенкка Ниемистё — мастеринг
- Ээро Кокко — фотография

## Чарты
| Чарт (2021)                         | Высшая позиция |
| ----------------------------------- | -------------- |
| Финляндия (Suomen virallinen lista) | 15             |
| Германия (Offizielle Top 100)       | 48             |